# Pseudochromidae
Pseudochromidae är en familj av fiskar. Pseudochromidae ingår i ordningen abborrartade fiskar (Perciformes). Enligt Catalogue of Life omfattar familjen Pseudochromidae 145 arter.
Arterna förekommer i Indiska oceanen och Stilla havet. Några medlemmar besöker ibland bräckt vatten. Dessa fiskar lever vanligen i närheten av bergssprickor. De blir sällan större än 11 cm och de största arterna har en maximallängd av 50 cm. Kroppsfärgen är ofta intensiv och påfallande. Födan utgörs av mindre fiskar och olika ryggradslösa djur. Det vetenskapliga namnet är bildat av de grekiska orden pseudes (falsk) och chromis (beteckning för en fisk, troligen liknande en abborre).
Släkten enligt Catalogue of Life:
- Amsichthys
- Anisochromis
- Assiculoides
- Assiculus
- Blennodesmus
- Chlidichthys
- Congrogadus
- Cypho
- Halidesmus
- Halimuraena
- Halimuraenoides
- Haliophis
- Labracinus
- Lubbockichthys
- Manonichthys
- Natalichthys
- Ogilbyina
- Oxycercichthys
- Pectinochromis
- Pholidochromis
- Pictichromis
- Pseudochromis
- Pseudoplesiops
- Rusichthys